# Margit Sandéhn
Margit Sandéhn, född 1 juni 1926 i Ystad, död 21 juli 2023 i Ystad, var en svensk socialdemokratisk politiker och textillärare. Hon var riksdagsledamot från oktober 1974 till valet 1991. I riksdagen verkade hon främst i trafikutskottet, där hon var suppleant 1975–1982 och ledamot 1982–1991.